# Gopher Flats
Gopher Flats es un lugar designado por el censo ubicado en el condado de Umatilla en el estado estadounidense de Oregón. En el año 2000 tenía una población de 401 habitantes y una densidad poblacional de 72 personas por km².

## Geografía
Gopher Flats se encuentra ubicada en las coordenadas 45°40′12″N 118°43′37″O / 45.67000, -118.72694.

## Demografía
Según la Oficina del Censo en 2000 los ingresos medios por hogar en la localidad eran de $39,432 y los ingresos medios por familia eran $44,792.. Los hombres tenían unos ingresos medios de $35,625 frente a los $20,000 para las mujeres. La renta per cápita para la localidad era de $17,628. Alrededor del 7.4% de la población estaban por debajo del umbral de pobreza.